# Воезерка
Воезерка — река в Няндомском муниципальном округе Архангельской области. Длина — 15 км. Вытекает из озера Спасское на высоте 79 м над уровнем моря. Впадает в озеро Большое Мошинское в районе деревни Юдинская на отметке 76 м. В реку имеет сток через протоку озеро Кошимское.
В бассейне расположено множество болот. Ширина Воезерки до слияния с Канакшей 8-10 м, после слияния — 15-18 м. Долина плоская, лесисто-луговая, берега невысокие, обрывистые, у воды ивняк, русло песчаное, на поворотах реки — пляжи, препятствия для сплава отсутствуют.

## Притоки
- 4 км: река Шарьга (Шарра)
- 14 км: река Канакша (Верхняя Канакша)
- 15 км: река Воюшка